# Sebacinales
Sebacinales là một bộ nấm trong lớp Agaricomycetes. Bộ nấm này có phân bố rộng rãi toàn cầu, thường mọc cạn và phát triển nhờ quan hệ cộng sinh với nhiều loài cây, trong đó có lan. Bộ nấm chỉ có một họ duy nhất là Sebacinaceae, chứa 8 chi, tương ứng với 29 loài.